# Suat Serdar
Suat Serdar (Bingen am Rhein, 11 april 1997) is een Duits-Turks voetballer die doorgaans als middenvelder speelt. In juli 2024 tekende hij een contract tot medio 2028 bij Hellas Verona, dat circa €4.500.000,- voor hem betaalde aan Hertha BSC. In 2019 debuteerde hij in het Duits voetbalelftal, waarvoor hij viermaal uitkwam.

## Clubcarrière

### 1. FSV Mainz 05
Serdar kwam in 2008 in de jeugdopleiding van 1. FSV Mainz 05 terecht. Daarvoor speelde hij bij BFV Hassia Bingen. In augustus 2015 tekende Serdar zijn eerste professionele verbintenis, welke hem tot medio 2018 aan de club verbond. Hij maakte op 15 september 2015 zijn debuut voor 1. FSV Mainz 05 II in de wedstrijd tegen VfB Stuttgart II. Serdar kwam 65 minuten voor tijd het veld in. Drie dagen later volgde zijn debuut in de Bundesliga tegen TSG 1899 Hoffenheim. Serdar kwam twee minuten voor tijd het veld in als vervanger van Yunus Mallı. In november 2016 verlengde hij zijn contract tot medio 2021.
Serdar groeide in het seizoen 2017/18 uit tot een vaste waarde in het elftal van de nieuwe trainer Sandro Schwarz. Hij kwam dat seizoen tot 25 wedstrijden, waarin hij tweemaal doel trof.

### Schalke 04
Serdar tekende op 17 mei 2018 een per 1 juli 2018 ingaand contract tot medio 2022 bij FC Schalke 04, dat circa €11.000.000,- voor hem betaalde aan Mainz. Bij de club debuteerde hij in september van dat jaar in de UEFA Champions League. Drie jaar later degradeerde de ploeg zeer verrassend uit de Bundesliga. Hierop maakte Serdar de overstap naar Hertha BSC om toch op het hoogste niveau te kunnen voetballen. De Berlijnse ploeg betaalde circa 8 miljoen euro voor hem.

### Hertha BSC
Op 15 juni 2021 tekende Serdar een contract voor vijf jaar bij Hertha BSC. Hij maakte zijn debuut in de eerste ronde van de DFB-Pokal tegen SV Meppen, toen Hertha doorging na een laat doelpunt in een 1-0 overwinning. Zijn competitiedebuut volgde op 15 augustus in een 3-1 nederlaag uit bij FC Köln.

### Hellas Verona
Op 22 augustus 2023 werd Serdar voor het seizoen 2023/24 uitgeleend aan Hellas Verona, dat tevens een optie tot koop bedong. Hij speelde 26 wedstrijden, waarin hij goed was voor twee assists. De Italiaanse ploeg besloot na afloop van de huurperiode de optie tot koop te activeren en legde hem voor vier jaar vast.

## Clubstatistieken

### Beloften
| Seizoen | Club               | Competitie | Competitie | Competitie |
| Seizoen | Club               | Competitie | Wed.       | Dlp.       |
| ------- | ------------------ | ---------- | ---------- | ---------- |
| 2015/16 | 1. FSV Mainz 05 II | 3. Liga    | 7          | 0          |
| 2016/17 | 1. FSV Mainz 05 II | 3. Liga    | 6          | 0          |
| Totaal  | Totaal             | Totaal     | 13         | 0          |

Bijgewerkt t/m 23 oktober 2018

### Senioren
| Seizoen         | Club                      | Land            | Competitie      | Competitie | Competitie | Beker | Beker | Internationaal | Internationaal | Play-offs | Play-offs | Totaal | Totaal |
| Seizoen         | Club                      | Land            | Competitie      | Wed.       | Dlp.       | Wed.  | Dlp.  | Wed.           | Dlp.           | Wed.      | Dlp.      | Wed.   | Dlp.   |
| --------------- | ------------------------- | --------------- | --------------- | ---------- | ---------- | ----- | ----- | -------------- | -------------- | --------- | --------- | ------ | ------ |
| 2015/16         | 1. FSV Mainz 05           | Duitsland       | Bundesliga      | 12         | 0          | 0     | 0     | 0              | 0              | -         | -         | 12     | 0      |
| 2016/17         | 1. FSV Mainz 05           | Duitsland       | Bundesliga      | 8          | 0          | 2     | 0     | 4              | 0              | -         | -         | 14     | 0      |
| 2017/18         | 1. FSV Mainz 05           | Duitsland       | Bundesliga      | 25         | 2          | 3     | 1     | 0              | 0              | -         | -         | 28     | 3      |
| Club totaal     | Club totaal               | Club totaal     | Club totaal     | 45         | 2          | 5     | 1     | 4              | 0              | 0         | 0         | 54     | 3      |
| 2018/19         | FC Schalke 04             | Duitsland       | Bundesliga      | 26         | 2          | 2     | 0     | 7              | 0              | -         | -         | 35     | 2      |
| 2019/20         | FC Schalke 04             | Duitsland       | Bundesliga      | 20         | 7          | 2     | 0     | -              | -              | -         | -         | 22     | 7      |
| 2020/21         | FC Schalke 04             | Duitsland       | Bundesliga      | 25         | 1          | 1     | 1     | -              | -              | -         | -         | 26     | 2      |
| Club totaal     | Club totaal               | Club totaal     | Club totaal     | 71         | 10         | 5     | 1     | 7              | 0              | 0         | 0         | 83     | 11     |
| 2021/22         | Hertha BSC                | Duitsland       | Bundesliga      | 30         | 3          | 3     | 1     | -              | -              | 2         | 0         | 35     | 4      |
| 2022/23         | Hertha BSC                | Duitsland       | Bundesliga      | 32         | 4          | 1     | 0     | -              | -              | -         | -         | 33     | 4      |
| 2023/24         | Hertha BSC                | Duitsland       | Bundesliga      | 0          | 0          | 1     | 0     | -              | -              | -         | -         | 1      | 0      |
| Club totaal     | Club totaal               | Club totaal     | Club totaal     | 62         | 7          | 5     | 1     | 0              | 0              | 2         | 0         | 69     | 8      |
| 2023/24         | Hellas Verona (huurbasis) | Italië          | Serie A         | 25         | 0          | 1     | 0     | -              | -              | -         | -         | 26     | 0      |
| Carrière totaal | Carrière totaal           | Carrière totaal | Carrière totaal | 203        | 19         | 16    | 3     | 11             | 0              | 2         | 0         | 232    | 22     |

Bijgewerkt t/m 29 juli 2024

## Interlandcarrière
Serdar kwam uit voor verschillende Duitse nationale jeugdelftallen. Hij debuteerde op 9 oktober 2019 in het Duits voetbalelftal, in een oefeninterland tegen Argentinië (2–2). Hij kwam toen in de 71e minuut in het veld voor Serge Gnabry.
1 Montipò ·
3 Frese ·
4 Daniliuc ·
5 Faraoni  ·
6 Belahyane ·
7 Lambourde ·
8 Lazović ·
9 Sarr ·
10 Mitrović ·
11 Tengstedt · 
12 Bradarić ·
13 Cruz ·
14 Livramento ·
15 Okou ·
16 Chiesa ·
17 Sishuba ·
18 Harroui ·
20 Kastanos ·
21 Silva ·
22 Berardi ·
23 Magnani ·
25 Serdar ·
27 Dawidowicz ·
28 Luna ·
29 Alidou ·
31 Suslov ·
33 Duda ·
34 Perilli ·
35 Mosquera ·
38 Tchatchoua ·
42 Coppola ·
72 Ajayi ·
80 Cissé ·
82 Corradi ·
87 Ghilardi ·
99 Nwanege ·
Coach: Baroni
· Assistent-coach: Bocchetti